# Balcancar
Balkancar-Record (en búlgaro: Балканкар-Рекорд) es una fábrica búlgara de maquinaria de construcción, ubicada en Plovdiv, Bulgaria. La empresa es el mayor fabricante de carretillas elevadoras del país.
La fábrica fue una unidad importante en la fabricación de productos finales (carretillas elevadoras) en la unión estatal Balkancar, que durante las décadas de 1970 y 1980 fue uno de los mayores fabricantes de carretillas elevadoras del mundo.